# Maxime Weygand
Maxime Weygand (n. 21 ianuarie 1867, région métropolitaine de Bruxelles, Valonia, Belgia – d. 28 ianuarie 1965, Paris, Franța) a fost un ofițer francez care a îndeplinit funcții de comandă importante în timpul primei și celei de-a doua conflagrații mondiale.
Weygand a luptat împotriva Germaniei Naziste în timpul invaziei din 1940, dar mai apoi a capitulat și a colaborat cu ocupanții ca parte a Regimului de la Vichy.

## Tinerețea

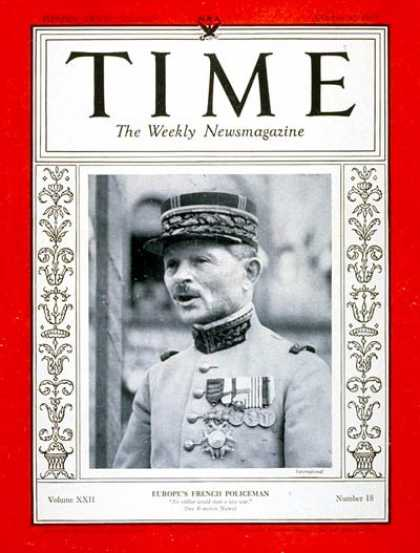
Weygand pe coperta revistei TIME în 1933

Weygand s-a născut în Bruxelles. Nu se cunosc date despre părinții lui. Au existat supoziții că ar fi fost fiul nelegitim al împărătesei Carlota a Mexicului (cu generalul Alfred Van der Smissen) sau al fratelui acesteia, regele Leopold al II-lea (cu amanta lui poloneză). Van der Smissen a părut tot timpul un tată posibil datorită asemănării mari dintre el și Weygand. În 2003, ziaristul francez Dominique Paoli a pretins că a găsit dovezile conform cărora tatăl lui Weygand a fost într-adevăr van der Smissen, dar că mama ar fi fost Mélanie Zichy-Metternich, doamnă de onoare a Carlotei și fiică a cancelarului austriac Klemens Wenzel von Metternich. Paoli afirmă de asemenea că Weygand s-ar fi născut pe la mijlocul anului 1865, nu în ianuarie 1867, așa cum este acceptat din punct de vedere oficial.
De-a lungul întregii sale vieți, Weygand a susținut că nu își cunoaște adevărații părinți. Mic copil fiind, a fost trimis la Marsilia, unde a crescut în grija văduvei Virginie Saget, pe care o vreme a considerat-o mama lui. La vârsta de 6 ani a fost trimis în grija lui David Cohen de Léon, un bancher de origine sefardă, care fusese prieten cu regele Leopold al II-lea. Mai târziu, Maxime a fost recunoscu ca fiu al lui Francois-Joseph Weygand, un contabil aflat în slujba lui M. Cohen de Léon, cu această ocazie primind și cetățenia franceză.
Weygand a scris puține lucruri despre copilăria sa în memorii, doar 4 pagini din 651 în total. El i-a menționat pe guvernanta (gouvernante) și pe capelanul (aumônier) de la școală, cel din urmă fiind cel care i-a insuflat o puternică credință catolică. Practic, memoriile sale încep cu intrarea în clasa pregătitoare pentru Școala Militară de la Saint-Cyr din Paris. Prin admiterea la școala militară, el a dorit să facă uitată legăturile cu văduva Saget sau cu protectorul său, domnul Cohen de Leon.

## Cariera militară
El a fost admis la École Spéciale Militaire de Saint-Cyr cu numele de Maxime de Nimal, fiind considerat cadet străin (belgian). După absolvirea școlii militare, a fost repartizat la un regiment de cavalerie. După ce și-a schimbat numele în Weygand și a primit cetățenia franceză, a devenit instructor la École de cavalerie de la Saumur.
În timpul scandalului „Dreyfus”, el a avut una dintre cele mai dure poziții anti-Dreyfusard din rândul camarazilor de regiment, fiind unul dintre sprijinitorii văduvei lui Hubert-Joseph Henry, după ce acesta din urmă s-a sinucis când s-a aflat de falsificarea dovezilor în cazul căpitanului de origine evreiască.
După ce a fost înaintat la gradul de căpitan, Weygand a ales să nu se pregătească pentru admistera la Haute École de Guerre), pretextând că dorea să păstreze legătura cu trupele. Aceasta nu l-a împiedicat mai apoi să devină instructor la aristocratica École de cavalerie.

### Primul Război Mondial

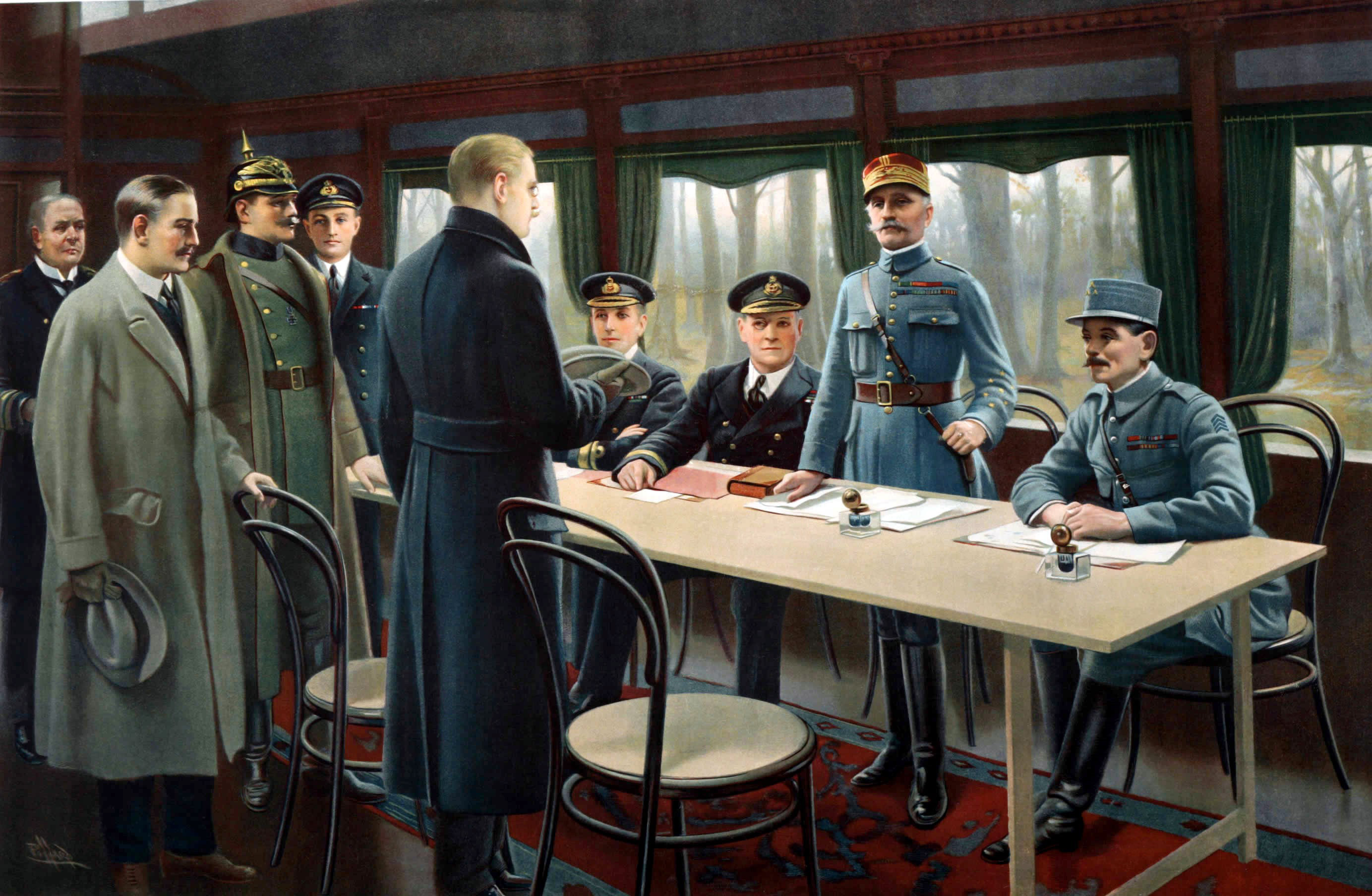
Fotografie colorizată a semnatarilor armistițiului de la Compiègne. Weygand este primul din dreapta

Weygand a luptat în prima conflagrație mondială ca ofițer de stat major. La izbucnirea războiului, el și-a satisfăcut dorința de „contact cu trupele” petrecând 26 de zile la comanda Regimentului al 5-lea husari. Pe 28 august a fost înaintat la gradul de locotenent-colonel în statul major al generalului Ferdinand Foch. În 1916 a fost înaintat la gradul de general de brigadă.
Georges Clemenceau a dorit să-l numească pe Foch (șeful Statului Major al Armatei Franceze) ca reprezentant al Franței în cadrul Supreme War Council (care fusese înființat pe 7 noiembrie 1917), pentru creșterea influenței franceze asupra hotărârilor ce priveau acțiunile de pe frontul de vest. Până la urmă, premierul francez a fost convins să îl numească în această funcție pe Weygand. Clemenceau a acceptat însă organizarea unei armate de rezervă aliată doar dacă la comanda acesteia era numit Foch, nu Weygand. Organizarea acestei armate de rezervă a fost însă amânată în timpul discuțiilor de la Londra de pe 14-15 martie, comandanții aliați Pétain și Haig nefiind dispuși să desemneze unitățile componente.
Weygand a fost înaintat la gradul de general de divizie (general-maior) în 1918. El a rămas în statul major al lui Foch și după ce acesta din urmă a fost numit „Comandant Suprem Aliat” în primăvara anului 1918. Weygand a fost omul de încredere al lui Foch în timpul bătăliei de pe Marna.
În 1918, Weygand a fost unul dintre negociatorii armistițiunului cu Germania, el fiind cel care citit condițiile împuterniciților germani la  Compiègne.

### Weygand în timpul războiului polono-sovietic
În timpul războiului polono-sovietic, Weygand a fost membru al Misiunii interaliate în Polonia în perioada iulie-august 1920. Aliații au sprijinit în timpul acestui conflict tânăra republică poloneză împotriva Rusiei bolșevice. Misiunea interaliată, din care făcea parte și diplomații Jean Jules Jusserand și Edgar Vincent D'Abernon, nu s-a putut lăuda cu mari realizări. Raportul misunii a fost finalizat după ce polonezii au obținut victoria de importanță capitală de la Varșovia. Cu toate aceste, prezența misiunii aliate în Polonia a dus la apariția mitului conform căruia venirea forțelor aliate a salvat tânăra republică, un mit în care Weygand a ocupat un loc central.
Weygand s-a deplasat la Varșovia crezând că îi va fi oferită comanda armatei poloneze, dar aceste speranțe au fost rapid distruse. Weygand nu a reușit să îi dea o un răspuns corespunzător lui Józef Piłsudski care, în timpul primei întâlniri care au avut-o pe 24 iulie, l-a întrebat „Câte divizii ați adus?”. Aliații nu trimiseseră nicio unitate militară în sprijinul polonezilor. Începând cu 27 iulie, Weygand a fost consilier al șefului Marelui Stat Major, Tadeusz Jordan-Rozwadowski. Poziția ofițerului francez era una delicată. Cei mai mulți polonezi îl considerau un intrus și vorbeau doar în poloneză, o limbă pe care Weygand nu o cunoștea. Majoritatea planurilor sale de operațiuni au fost respinse, precum cel prin care propusese la sfârșitul lunii iulie formarea unei linii defensive de-a lungul Bugului, sau cel de-o săptămână mai târziu în care propunea organizarea unui linii pur defensive de-a lungul cursului Vistulei. Una dintre puținele sugestii care au fost luate în seamă a fost înlocuirea sistemului transmiterii verbale a ordinelor cu cel al documentelor scrise. Norman Davies avea să noteze: „Pe ansamblu, el a fost în afara elementului său, un om pregătit să dea ordine, dar aflat printre oameni neînclinați să se supună, un susținător al defensivei în compania entuziaștilor atacului”. Într-o altă întâlnire cu Piłsudski de pe 18 august, Weygand s-a simțit ofensat și a amenințat cu plecarea datorită respingerii inițiativelor lui cât și datorită lipsei de lipsei de respect al polonezilor pentru Antanta. Drept consolare, la plecare sa de pe 25 august, a fost decorat în gara Varșovia cu Virtuti Militari (clasa a 2-a), cea mai înaltă decorație militară poloneză. La sosirea la Paris, pe 28 august, Weygand a fost aclamat de o mulțime entuziastă adunată pe peroanele Gării de Est, a fost sărutat pe obraji de premierul Alexandre Millerand și a fost mai apoi decorat cu Marea Cruce a Legiunii de Onoare. În memoriile sale, Weygand a recunoscut faptul că a avut o contribuție minoră la victoria împotriva bolșevicilor – „victoria a fost poloneză, planul a fost polonez, armata a fost poloneză”. După cum avea să spună Norman Davies: „El a fost prima victimă incapabilă să înțeleagă ceva, dar și primul beneficiar al legendei intrată deja în circulație conform cărei el, Weygand, a fost învingătorul de la Varșovia. Legenda a dăinuit pentru mai mult de patruzeci de ani până și în cercurile academice”.

### Weygand în Franța și Orientul Mijlociu
Weygand nu a mai exercitat nicio funcție de comandă după misiunea din Polonia. În 1923, el a fost numit comandant al trupelor din Levant, în cadrul Mandatului francez din Liban și Siria. Un an mai târziu a fost numit Înalt Comisar pentru Siria.
Weygand a revenit în Franța în 1925, fiind numit director al Centrului pentru Înalte Studii Militare, o poziție pe care a ocupat-o timp de șase ani. În 1931 a fost numit Șef al Statului Major al Armatei Terestre, vicepreședinte al Consiliului Suprem de Război și inspector al forțelor terestre. Weygand a fost ales membru al Academiei (fotoliul 35). El a păstrat funcțiile militare, mai puțin cea de inspector al forțelor terestre, până la retragerea din 1935, la vârsta de 68 de ani.
Primul ministrul Édouard Daladier l-a reactivat în august 1939, fiind numit comandant al teatrului de operațiuni din Orient.

### Weygand în timpul celei de-a doua conflagrații mondiale
Situația disperată în care se afla Franța după declanșarea invaziei de către Germania la sfârșitul anului 1940 a dus la schimbarea comandantului suprem francez Maurice Gamelin, un militar neangajat politic, cu Weygand, unul dintre cei mai cunoscuți politicieni de dreapta ai vremii.
Prima măsură luată de Weygand după ce s-a reîntors din Siria, pe 17 mai, a fost cea de anulare a contraofensivei ordonate de Gamelin, prin care acesta din urmă urmărea izolarea coloanelor de blindate germane care străpunseseră frontul francez în Ardeni. Weygand a pierdut două zile extrem de importante, după care a adoptat soluția predecesorului său, singura care era logică din punct de vedere tactic. Ofensiva a fost însă un eșec total – în cele 48 de ore trecute, infanteria germană a reușit să ajungă din urmă coloanele de blindate și a consolidat controlul asupra teritoriului cucerit de tancuri.
Weygand a început mai apoi organizarea unei linii defensive (care avea să îi poarte numele), une dintre primele aplicații ale tacticii „arici” (crearea de poziții puternic fortificate, capabile să reziste multă vreme în condițiile în care ar fi fost încercuite). În acest punct al conflictului, ideea nu putea să fie susținută practic datorită faptului că majoritatea trupelor aliate erau izolate în Belgia. Weygand avea să se plângă că fusese chemat la comandă două săptămâni prea târziu pentru ca să mai organizeze o apărare eficientă. După o serie de încercări eșuate de stăvilire a ofensivei inamice, Weygand s-a alăturat celor care au socotit că singurele soluții pentru Franța erau armistițiul și cooperarea cu ocupantul nazist.

### Colaboraționismul în timpul Regimului de la Vichy
În iunie, Weygand a fost numit de către Pétain în funcția de ministru al apărării pentru o perioadă de trei luni (iunie-septembrie 1940), iar mai apoi delegat-general pentru coloniile nord-africane. 

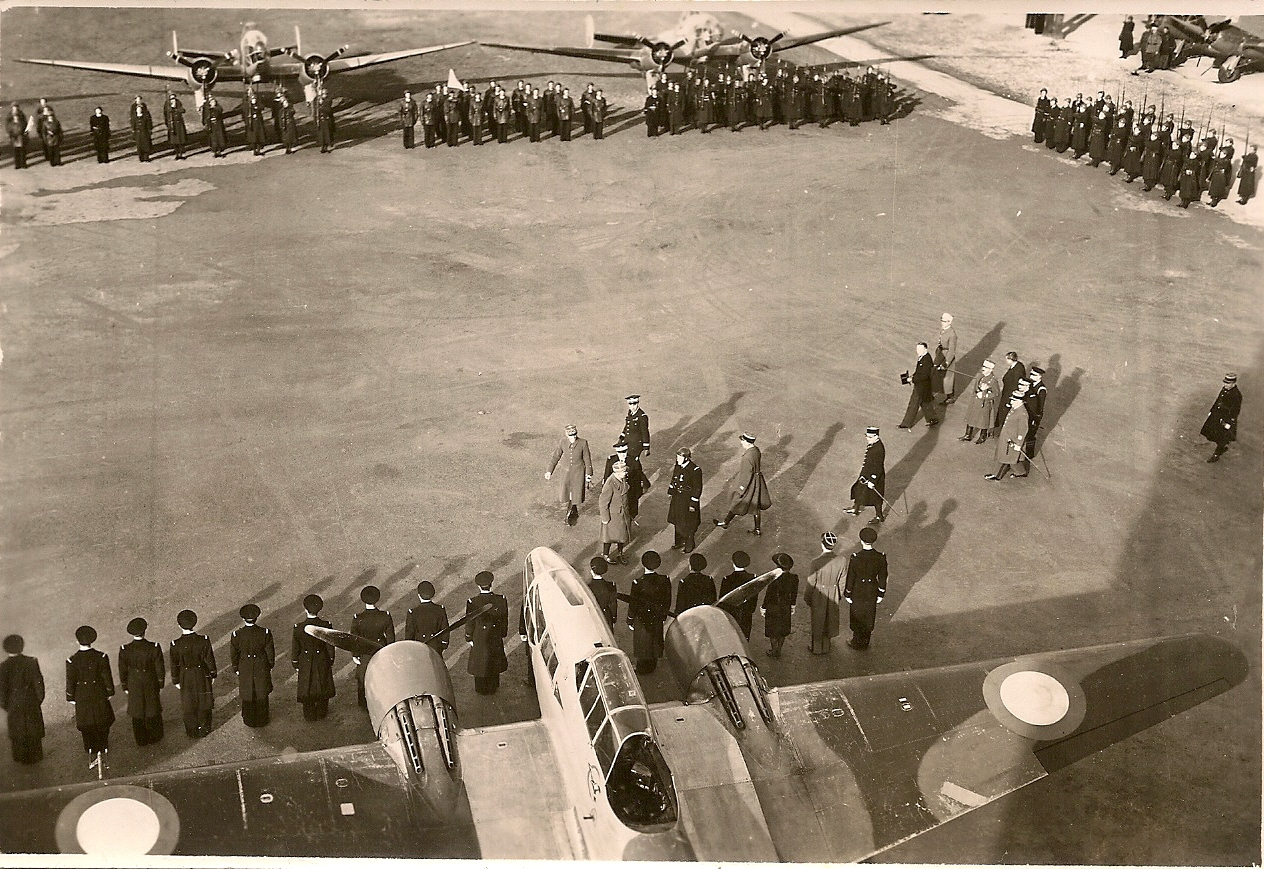
BA144 Ain-Arnat-Sétif (French Algeria): Weygand inspection 1940

Cât timp s-a aflat la post în Africa, el a reușit să îi convingă pe ofițerii tineri dispuși să reziste germanilor că armistițiul este o ieșire onorabilă dintr-o situație disperată, care lăsa deschisă posibilitatea reluarii luptelor într-un viitor nedefinit. El a deportat oponenții Regimului de la Vichy în lagăre de concentrare din Algeria și Maroc. Au fost deportați, cu acceptul tacit la amiralului Jean-Marie Charles Abrial, gaulliști, francmasoni și evrei. Au fost arestați și comuniștii, aceasta în ciuda neparticipării inițiale la rezistența antifascistă, (după cum ordonase Moscova la începutul conflictului), voluntarii străini ai Légion Etrangère, refugiații străini, care intraseră legal în teritoriile franceze, dar care nu dispuneau de o slujbă permanentă, și alții. Weygand a aplicat foarte strict politica rasistă a Regimului de la Vichy în ceea ce privește evreii. El a instituit din proprie inițiativă în teritoriile pentru care era responsabil, printr-o simplă „note de service n°343QJ” din 30 septembire 1941, o cotă (numerus clausus) de școlarizare pentru elevii evrei. Această măsură a fost adoptată de Weygand fără să aibă ordine directe de la mareșalul Philippe Pétain, prin simplă analogie cu legea pentru învățământul superior.
Weygand și-a câștigat reputația de oponent al colaborării cu germanii atunci când a protestat împotriva Protocoalelor de la Paris de pe 28 mai 1941 semnate de François Darlan, înțelegeri prin care Puterile Axei primeau dreptul de folosire a bazelor militare franceze din Alep (Siria), Bizerte (Tunisia) și Dakar  (Senegal) și care prevedeau o extindere a cooperării militare cu Axa în cazul unor contramăsuri ale Aliaților.
Cu toate acestea, Weygand a colaborat cu germanii livrând pentru trupele Afrika Korps comandate de Erwin Rommel cam 1.200 de camioane și alte vehicule franceze, piese de artilerie grea și muniție pentru acestea.
Se pare că Weygand era favorabil unei colaborări discrete cu Germania. Motivul pentru care s-a opus folosirii bazelor franceze de către germani nu pare să fi fost păstrarea neutralității sau de ajutorarea Aliaților, ci dorința de salvare a prestigiului Franței în zonă și păstrarea contorului asupra imperiului său colonial.
Adolf Hitler a pretins însă o colaborare necondiționată, Fuhrerul făcând presiuni asupra guvernului de la Vichy, în noiembrie 1941, pentru demiterea lui Weygand. În noiermbrie 1942, în timpul invaziei aliate din Africa de nord, Weygand a fost arestat de către germani. A fost internat în Germania și, alături de  mai mulți oficiali francezi, (fostul presedinte Albert Lebrun, foștii prim-miniștri Edouard Daladier și Paul Reynaud și generalul Maurice Gamelin) în castelul Itter din Tirolul de Nord până în mai 1945, când a castelul a fost capturat de americani.

## Ultimii ani de viață
După ce s-a reîntors în Franța Weygand a fost închis pentru colaboraționism la Val-de-Grâce, dar a fost eliberat în mai 1946, iar toate acuzațiile au fost retrase în 1948. A murit la Paris la vârsta de 98 de ani.
O stradă din Beirut poartă în zilele noastre numele „Rue Weygand”.

## Ordine și decorații
- Légion d'honneur

 Cavaler (10 iulie 191?)
 Ofițer (10 decembrie 1914)
 Comandant (28 decembrie 1918)
 Mare Ofițer (1 septembrie 1920)
 Marea Cruce (6 decembrie 1924)
- Virtuti Militari (clasa a 2-a) (Polonia)
- Médaille militaire (8 iulie 1930)
- Croix de Guerre 1939-1945
- Croix de guerre des théâtres d'opérations extérieures
- Médaille Interalliée de la Victoire
- Médaille Commémorative de la Grande Guerre
- Comandor al Ordre de la Couronne (Belgia)
- Croix de guerre (Belgia)
- Distinguished Service Medal (SUA)
- Marea Cruce a Ouissam Alaouite Chérifien (Maroc)
- Order of the Bath (Regatul Unit)
- Cavaler Comandor al Order of St Michael and St George (Regatul Unit)
- Lāčplēša Kara ordenis, clasa a 2-a (Letonia)[17]

### Primul Război Mondial
- Jeffery, Keith (2006). Field Marshal Sir Henry Wilson: A Political Soldier. Oxford University Press. ISBN 978-0-19-820358-2.

### Războiul polono-sovietic
- Edgar Vincent d'Abernon, The Eighteenth Decisive Battle of the World: Warsaw, 1920, Hyperion Press, 1977, ISBN 0-88355-429-1.
- Piotr Wandycz, General Weygand and the Battle of Warsaw, Journal of Central European Affairs, 1960
- Norman Davies, White Eagle, Red Star: the Polish-Soviet War, 1919-20, Pimlico, 2003, ISBN 0-7126-0694-7.

### Al Doilea Război Mondial
- Simon Kitson, Vichy et la Chasse aux Espions Nazis, Autrement, Paris, 2005.
- Simon Kitson, The Hunt for Nazi Spies: Fighting Espionage in Vichy France, Chicago, University of Chicago Press, 2008.
- Henri Michel, Vichy, année 40, Robert Laffont, Paris, 1967.
- William Langer, Our Vichy gamble,  Alfred Knopf, New York 1947.
- Maxime Weygand, Recalled to Service, Heinemann, London, 1952.
- Yves Maxime Danan, La vie politique à Alger de 1940 à 1944, Librairie générale de Droit et de Jurisprudence, Paris, 1963.
- Noel Barber, The Week France Fell, MacMillan London Limited, London, 1976.
- Albert Merglen, Novembre 1942: La grande honte, L'Harmattan, Paris 1993.